# Bergrutsch am Kirchsteig bei Urbach
Das Naturschutzgebiet Bergrutsch am Kirchsteig bei Urbach liegt auf dem Gebiet der Gemeinde Urbach in Baden-Württemberg.

## Kenndaten
Das Gebiet wurde durch Verordnung des Regierungspräsidiums Stuttgart vom 7. Mai 2008 als Naturschutzgebiet unter der Schutzgebietsnummer 1272 ausgewiesen. Der CDDA-Code lautet 389577 und entspricht der WDPA-ID.

## Lage und Beschreibung
Am 7. April 2001 kamen an einem Obstwiesenhang am Kirchsteig oberhalb von Urbach rund 70.000 Kubikmeter Gestein und Erde auf einer Breite von 240 Metern ins Rutschen, das Gelände sackte bis zu 17 Meter tief ein. Das Schutzgebiet liegt nordöstlich von Urbach oberhalb des Kirchsteigtobels an einem südwest-exponierten Hang am Rand des Welzheimer Waldes. Es wird vollständig umschlossen von dem Landschaftsschutzgebiet Schornbach-, Wieslauf-, Urbach- und Bärenbachtal mit angrenzenden Höhen und Sünchenberg und gehört außerdem zum Vogelschutzgebiet Streuobst- und Weinberggebiete zwischen Geradstetten, Rudersberg und Waldhausen. Das Schutzgebiet liegt im Naturraum 107-Schurwald und Welzheimer Wald innerhalb der naturräumlichen Haupteinheit 10-Schwäbisches Keuper-Lias-Land.
Der Bergrutsch ist unter dem Namen Bergsturz am Kirchsteigtobel außerdem als Geotop geschützt.

## Schutzzweck
Wesentlicher Schutzzweck ist gemäß Schutzgebietsverordnung der Erhalt des durch gravitative Massenverlagerungen neu entstandenen geomorphologischen Formenschatzes als besonders schützenswerter Geotop aus wissenschaftlichen, naturgeschichtlichen und didaktischen Gründen, wegen seiner besonderen Eigenart, Ausprägung und Seltenheit sowie wegen seiner Bedeutung für das Landschaftsbild in Verbindung mit seiner heimatkundlichen Bedeutung.